# Songs in Meantone
Songs in Meantone från 2011 är ett musikalbum med Anders Jormin, Karin Nelson och Jonas Simonson. Musiken på skivan innebär ett möte mellan olika traditioner och olika musikformer.

## Låtlista
1. Crane Halling / Haridji-Halling (Jonas SImonson) – 7:56
2. M (Anders Jormin) – 7:17
3. Feu (Anders Jormin/Jonas Simonson/Karin Nelson) – 7:06
4. Törnsäter / Bingsjöpolskan (trad/Karin Nelson) – 5:03
5. Vägen är öde (Anders Jormin) – 12:01
6. Air (Anders Jormin/Jonas Simonson/Karin Nelson) – 3:50
7. Magnificat (trad/Karin Nelson) – 4:44
8. Vater unser im Himmelreich (Dieterich Buxtehude) – 3:40

## Medverkande
- Anders Jormin – bas
- Karin Nelson – orgel
- Jonas Simonson – flöjt